# Edificio de la Caja de Pensiones de Barcelona
El edificio de la Caja de Pensiones de Barcelona se encuentra en la Vía Layetana, en el distrito de Ciudad Vieja de Barcelona. Fue construido entre 1914 y 1917, obra de Enric Sagnier en estilo neogótico.
Este inmueble está inscrito como Bien Cultural de Interés Local (BCIL) en el Inventario del Patrimonio Cultural catalán con el código  08019/1267.

## Historia y descripción

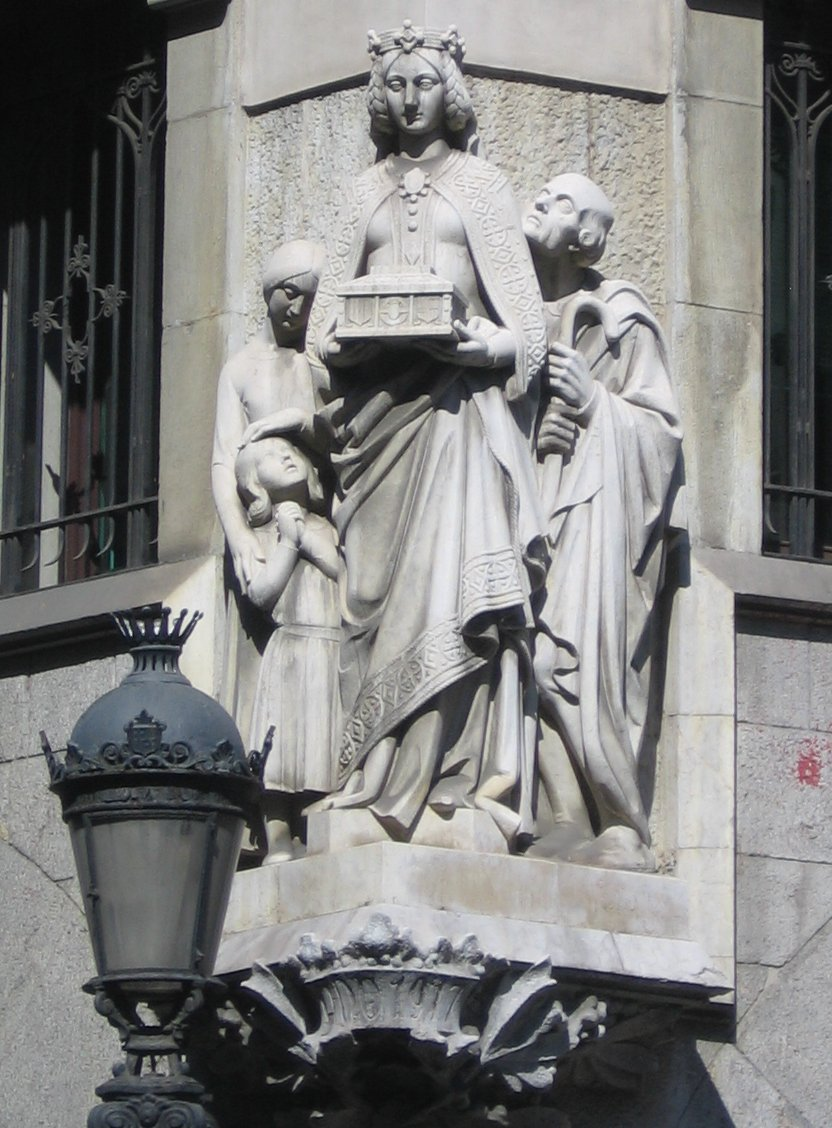
Ahorro, de Manuel Fuxá.

Este edificio, sede central original de la Caja de Pensiones para la Vejez y de Ahorros de Cataluña y Baleares («la Caixa»), fue una de las obras más importantes de madurez de Sagnier. Se concibió con un programa mixto de oficinas en la planta baja y viviendas de alquiler en los pisos superiores, para rentabilizar la inversión. El primer proyecto del arquitecto data de abril de 1913. Las obras se adjudicaron a los contratistas Salvador Serra, Josep Barba y Sociedad Anónima Construcciones y Pavimentos. Las obras se prolongaron entre 1914 y 1917.
Su esquema se basa en una torre elevada en el ángulo de la Vía Layetana con la entonces llamada plaza de Bilbao —hoy intersección entre la Vía Layetana y la calle de Junqueras—, en la que se encuentran los accesos, una fachada principal y dos laterales con las entradas a las viviendas de alquiler. La obra se hizo en cemento armado —pionero en aquel entonces— con revestimiento exterior de piedra. La zona de atención al cliente tenía una rica decoración de pinturas y mármoles, y se organizaba alrededor de un espacio cubierto con claraboya, desaparecido hoy día.
En la esquina de las dos fachadas principales se sitúa un grupo escultórico que simboliza el Ahorro, obra de Manuel Fuxá. En la fachada había también una inscripción con el nombre del edificio, Casal de l'Estalvi («casa del ahorro»), que desapareció después de la Guerra Civil.
Esta construcción ganó el premio extraordinario (Gran Medalla de Oro) del Concurso anual de edificios artísticos convocado por el Ayuntamiento de Barcelona en 1918.
En 1920 Sagnier realizó un edificio anexo (Casal de la Previsió) para la Caixa en la vecina calle de Junqueras y construyó también varias sucursales de la Caixa en Igualada (1922), Sabadell (1923), Manresa (1924) y Tarragona (1929).
Frente a este edificio se encuentra el Monumento a Francesc Cambó, obra de Víctor Ochoa de 1997.